# Pete Teo
Pete Teo (Chino: 张子夫, Chino: 張子夫, nacido en 1972 en Sabah), es un cantante y compositor malayo, intérprete de temas musicales cantados en malayo e inglés. También es un aclamado compositor y productor de cine en la música, así como un codiciado actor en lo que se conoce como en el film de "New Wave de Malasia Cine. 

## Discografía
- Rustic Living for Urbanites (Album - 2003 Redbag Music) - Artist: Pete Teo (Producer: Ronan Chris Murphy)
- Television (Album - 2006 Redbag Music) - Artist: Pete Teo (Producer: Nick Lee & Pete Teo)
- "I Go" (Single - 2008 Redbag Music) - Artist: Pete Teo (Producer: Pete Teo)
- "Here In My Home" (Single - 2008 Redbag Music) - Artist: Malaysian Artistes For Unity (Producer / Composer: Pete Teo)
- "Pergi" (Single - 2009 Universal Music) - Artist: Aizat (Producer / Composer: Pete Teo)
- "Itulah Dirimu" (Single - 2009 Universal Music) - Artist: Aizat (Producer / Composer: Pete Teo)
- "Angel" (Single - 2009 Universal Music) - Artist: Atilia (Producer / Composer: Pete Teo)
- "Talentime Soundtrack" (Album - 2009 Universal Music) - Artist: Various (Producer / Composer: Pete Teo)

## Filmografía
- "Sanctuary" (2005. Dir: Ho Yuhang) - Cameo
- "A Tree In Tanjung Malim" (2005. Dir: Tan Chui Mui. Principal prize / Oberhausen Short Film Festival) - Leading Role
- "A Company Of Mushroom" (2006. Dir: Tan Chui Mui) - Leading Role
- "Before We Fall In Love Again" (2006. Dir: James Lee. Best ASEAN film / Bangkok International Film Festival) - Leading Role
- "Raindogs" (2006 Dir: Ho Yuhang. New Horizon nominee / Venice International Film Festival) - Supporting Role
- "Gubra" (2006 Dir: Yasmin Ahmad) - Title Song - 'Who For You?'
- "Waiting For Love" (2007 Dir: James Lee) - Leading Role
- "Papadom" (2008. Dir: Adflin Shauki) - Supporting Role
- "Talentime" (2009. Dir: Yasmin Ahmad) - Film Score / Composer
- "Call If You Need me" (2009. Dir: James Lee. Silver prize / Hong Kong International Film Festival) - Leading Role
- "At The End Of Daybreak (2009. Dir: Ho Yuhang) - Film Score / Music Director
- "Stretch (2009. Dir: Charles De Meaux) - Supporting Role
- "15Malaysia (2009. Dir: Various) - Producer

## Premios
- Best Music Video & Best Album Cover for 'Rustic Living For Urbanites' - Anugerah Industri Muzik 2004.
- Best Music Video, Best Album Cover & Best English Album for 'Television' - Anugerah Industri Muzik 2007.
- CNN's Top 135 'People To Watch' in Asia 2009.
- Song Of The Year for the song 'Pergi' [Composer] - Anugerah Juara Lagu 2009.